# 意大利力量黨 (2013年)
意大利力量党（義大利語：Forza Italia）是意大利一个中间偏右的政党，其领袖是西尔维奥·贝卢斯科尼。

## 歷史
这个政党于2013年从自由人民党分裂出来，是1994年至2009年期间存在的同名政党的复活。
2014年9月11日，意大利力量党被允许加入中間偏右欧洲人民党，继承了原自由人民党的成员席位。
意大利力量党比原先的同名政党以及自由人民党要小的很多，这是由于自由人民党分裂出未来与自由党、意大利兄弟党、新中间偏右，后来意大利力量党又分裂出保守与改良派和自由派流行同盟的原因。民意调查数据下降，使得这个党稳定的处于第四的位置，位居意大利民主党、五星运动、以及该党长期合作伙伴右翼民粹主义及地區主義政黨北方联盟之后。意大利力量党比過去的力量黨及自由人民黨有較自由保守派的傾向，在2014年表示支持民事結合但反對同性婚姻，並支持在意大利出生的非意大利居民享有公民權。
2018年意大利大選，領導的中右聯盟成為第一大聯盟，但力量黨僅位列第四大黨。

## 外部連結
- Official website （页面存档备份，存于）